# Michael Hirschberg
Michael Hirschberg (* 25. März 1889 in Odessa; † 20. März 1937 in Brandenburg an der Havel) war ein deutscher Jurist, Sozialdemokrat und Widerstandskämpfer gegen den Nationalsozialismus.

## Leben

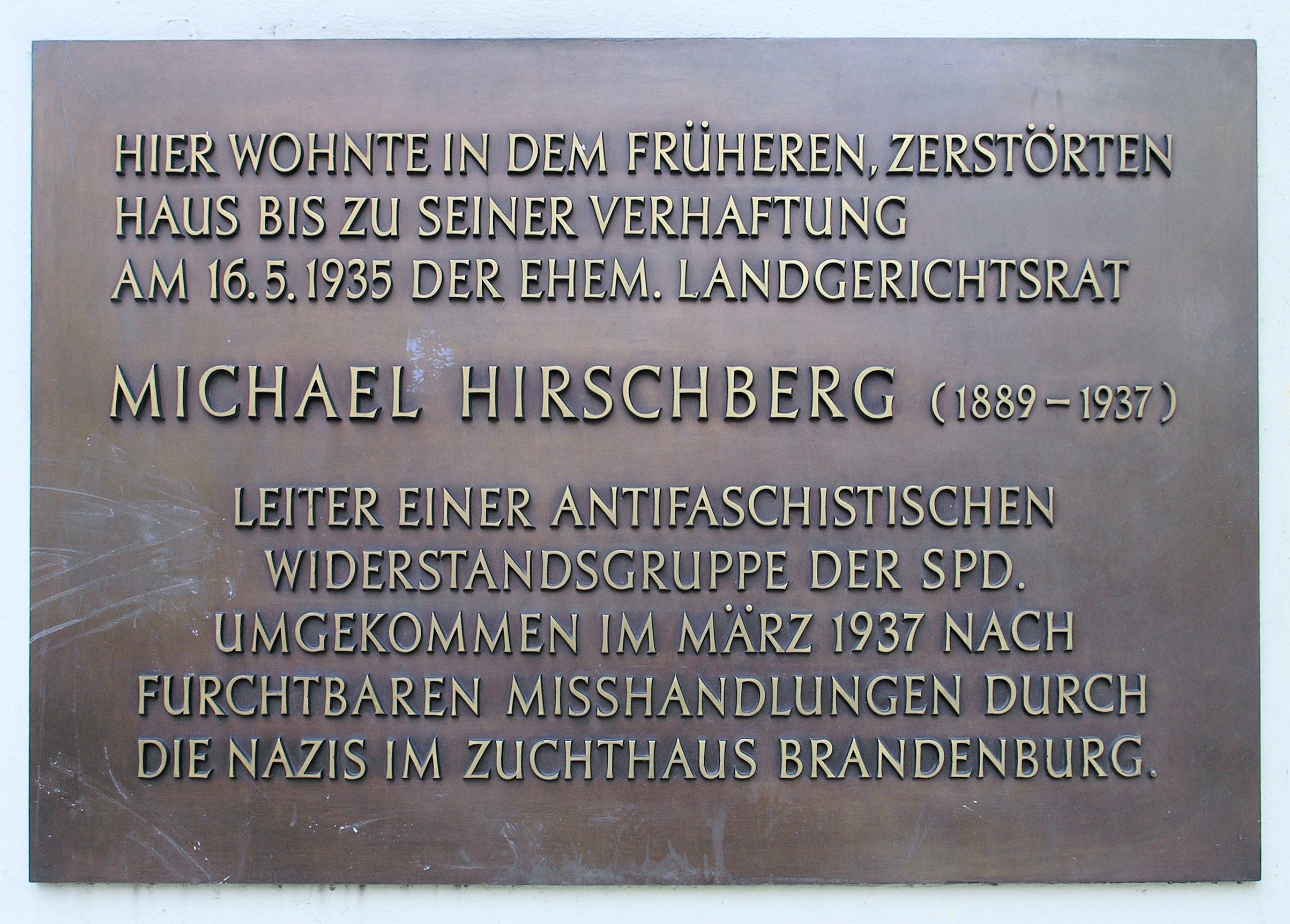
Gedenktafel am Haus Winterfeldtstraße 8, in Berlin-Schöneberg

Der in der damals zu Russland gehörenden Stadt Odessa geborene Jude Michael Hirschberg war Landgerichtsrat und Führer beim Reichsbanner Schwarz-Rot-Gold. Bis 1933 war er SPD-Vorsitzender der Abteilung 8 in Berlin-Schöneberg, die die Gegend von Potsdamer Straße und Bülowstraße umfasste. 
Nach dem Verbot der SPD arbeitete er im Widerstand gegen das nationalsozialistische Regime. In der von Alfred Markwitz geleiteten illegalen Widerstandsorganisation der Berliner SPD organisierte Michael Hirschberg die „Gruppe Westen“, die auch als Widerstandsgruppe Hirschberg bezeichnet wird. Der Organisationsbereich umfasste die ehemaligen SPD-Kreisverbände Tiergarten, Charlottenburg, Schöneberg und Steglitz/Lankwitz. Mitglieder dieser Gruppe waren unter anderem Walter Kohlhause, Fritz Gelbart, Johannes Jahn, Walter Löffler und Fritz Krug.
Michael Hirschberg wurde am 17. Mai 1935 durch die politische Polizei verhaftet und im September 1936 vom Volksgerichtshof zu drei Jahren Zuchthaus verurteilt. Der Jurist Hirschberg trat in diesem Prozess „..., mit großer Zivilcourage auf: Er bedauerte ausdrücklich, nicht schon viel früher und noch konsequenter illegal gegen den Nationalsozialismus tätig geworden zu sein!“ 
Nach Misshandlungen starb er 1937 im Zuchthaus Brandenburg-Görden an einem Herzinfarkt.

## Ehrungen
An seinem im Krieg zerstörten Wohnhaus Winterfeldtstraße 8 in der Nähe des Winterfeldtplatzes erinnert eine Gedenktafel an Hirschberg.
In der Gedenkstätte der Sozialisten erinnert eine Gedenkplatte an ihn.